# Gerard David
Gerard David (ok. 1460 - 13. avgust 1523) je bil staronizozemski slikar in iluminator rokopisov, znan po svoji briljantni uporabi barv. Ohranjenih je le majhen del podatkov o njegovem življenju, a nekatera dejstva so znana. Morda je bil Meester gheraet van brugghe, ki je leta 1515 postal mojster antwerpenskega ceha. V življenju je bil zelo uspešen in je verjetno vodil dve delavnici, v Antwerpnu in Bruggeu. Kot mnogi slikarji iz njegovega obdobja se je tudi njegov ugled v 17. stoletju zmanjšal, dokler ga v 19. stoletju niso znova odkrili.

## Življenje
Rodil se je v Oudewateru, ki je zdaj v provinci Utrecht. Leto njegovega rojstva je med 1450–1460 na podlagi tega, da je videti star približno 50 let na avtoportretu iz leta 1509, ki so ga našli na njegovi Marija med devicami. Domneva se, da je preživel čas od 1470 do 1480 v Italiji, kjer je nanj vplivala italijanska renesansa. Svoj zgodnji slog je oblikoval pri Albertu van Oudewateru v Haarlemu in se leta 1483 preselil v Brugge, kjer se je leta 1484 pridružil cehu svetega Luke . Po smrti Hansa Memlinga leta 1494 je David postal vodilni slikar Bruggea. Leta 1501 je postal dekan ceha  in se leta 1496 poročil s Cornelijo Cnoop, hčerko dekana zlatarskega ceha. David je bil eden vodilnih prebivalcev mesta.
Pri Davidu je vajeniško opravljal Ambrosius Benson, vendar sta se okoli leta 1519 sprla zaradi številnih slik in risb, ki jih je Benson zbiral od drugih umetnikov. Zaradi velikega zneska, ki mu ga je bil dolžan Benson , mu David ni vrnil gradiva. Benson je zadevo nadaljeval na sodišču in zmagal, posledica je bila, da je moral David v zapor.
Umrl je 13. avgusta 1523 in bil pokopan v cerkvi Matere božje v Bruggeu.

## Slog
Davidova ohranjena dela v glavnem sestavljajo verski prizori. Zanje je značilna atmosferska, brezčasna in skorajda sanjska vedrina, dosežena z mehko, toplo in prefinjeno obarvanostjo ter mojstrskim ravnanjem s svetlobo in senco. Inovativen je pri preoblikovanju tradicionalnih tem in pristopu do krajine, ki je bila takrat šele žanr v severnoevropskem slikarstvu. Njegova sposobnost urejanja krajine je razvidna iz podrobnega listja njegovega Triptiha Krst in gozdne scene v newyorški sliki Kristusovo rojstvo.
Čeprav so ga mnogi umetnostni zgodovinarji z začetka 20. stoletja, med njimi Erwin Panofsky in Max Jakob Friedländer, videli kot slikarja, ki je le malo povzemal slog drugih in slikal v arhaičnem in nedomiselnem slogu. Danes pa ga večina vidi kot glavnega kolorista in slikarja, ki je, po mnenju Metropolitanskega muzeja umetnosti, delal v »naprednem, celo podjetnem načinu, odmetaval svojo poznosrednjeveško dediščino in nadaljeval z določeno čistostjo vida v dobi prehoda«.
V svojih zgodnjih delih je David sledil haarlemskim umetnikom, kot so Dirk Bouts, Albert van Oudewater in Geertgen tot Sint Jans, čeprav je kot kolorist že dokazal vrhunsko moč. Temu zgodnjemu obdobju pripadajo sv. Janez iz zbirke Richarda von Kaufmanna v Berlinu in Saltingov sv. Hieronim. V Bruggeu je prišel neposredno pod vpliv Memlinga, mojstra, ki ga je najbolj spremljal. Od njega je David dobil dostojanstvo obravnave, večji realizem v upodabljanju človeške oblike in urejen razpored figur.
Leta 1515 je obiskal Antwerpen in bil navdušen nad delom Quentina Matsysa, ki je v zasnovo svetih tem vnesel večjo vitalnost in intimnost. Skupaj sta si prizadevala za ohranitev tradicije bruggeške šole pred vplivi italijanske renesanse. 

## Dela
Dela, po katerih je David najbolj znan, so oltarne slike, poslikane pred njegovim obiskom v Antwerpnu: Poroka svete Katarine v Narodni galeriji v Londonu; triptih Marija na prestolu s svetniki iz zbirke Brignole-Sale v Genovi; Oznanjenje iz zbirke Sigmaringen; predvsem pa Marija z angeli in svetniki (navadno naslovljena Marija med devicami), ki jo je podaril sionskim karmeličankam iz Bruggea  in ki je danes v muzeju v Rouenu.
V Bruggeu je ostalo le nekaj njegovih del: Kambizova sodba, Odpuščanje Sisamnesa in Jezusov krst v  Groeningovem muzeju ter Jezusovo spremenjenje v cerkvi Matere božje.
Preostala dela so raztresena po vsem svetu in za to je morda zaslužna pozaba, v katero je padlo prav njegovo ime; to in dejstvo, da so nekateri verjeli, da ob vsej lepoti in duševnosti njegovega dela ni ponudil nič novega, kar bi lahko dodal zgodovini umetnosti. 
Tudi v svojem najboljšem delu je podal samo novejše različice umetnosti svojih predhodnikov in sodobnikov. Njegov ugled med mojstri pa je bil obnovljen, ko so številne njegove slike sestavili na pregledni razstavi zgodnjih flamskih slikarjev leta 1902, v Gruuthusemuseumu v Bruggeu.
Tesno je sodeloval tudi z vodilnimi iluminatorji rokopisov tistega časa in zdi se, da se je sam vključil v risanje določenih pomembnih miniatur, med njimi Marija med devicami v Morganovi knjižnici, Devica in otrok na polmesecu v Rothschildovem horariju  in Portret cesarja Maksimilijana na Dunaju. Preživelo je tudi več njegovih risb, elementi iz njih pa se pojavljajo v delih drugih slikarjev in iluminatorjev še nekaj desetletij po njegovi smrti.
Manj znana, a tudi kakovostna dela so Davidova dela, ki jih najdemo v španskih javnih zbirkah. Muzej Prado v Madridu ima tablo Počitek na begu v Egipt, ki je podobna tisti v Kraljevem muzeju likovnih umetnosti v Antwerpnu. Prado ima tudi dve slikarjevi deli, eno izmed njih samo pripisano. Še en muzej španske prestolnice, Thyssen-Bornemisza, ima Križanje  iz leta 1475.

## Zapuščina
V času Davidove smrti je slava Bruggea in njegovih slikarjev upadala: Antwerpen je postal vodilni tako v umetnosti kot v političnem in trgovskem pomenu. Od Davidovih učencev v Bruggeu so pomen dosegli le Adriaen Isenbrandt, Albert Cornelis in Ambrosius Benson. Med drugimi flamskimi slikarji sta bila Joachim Patinir in Jan Mabuse do neke mere pod njegovim vplivom.
Davidovo ime je bilo popolnoma pozabljeno, ko je William Henry James Weale leta 1866 v arhivu Bruggea odkril dokumente o njem; ti so razkrili glavna dejstva o slikarjevem življenju in privedli do rekonstrukcije Davidove umetniške osebnosti, začenši s priznanjem Davidovega edinega dokumentiranega dela, Marije med devicami v Rouenu.

## Različna Davidova dela
- Narodna galerija, London:
  - Snemanje s križa, Olje na lesu, 63 × 62 cm.
  - Mistična poroka svete Katarine, 1505–10, oljna tempera na lesu, 106 × 144 cm.
- Louvre, Pariz:
  - Poroka v Kani, um 1500, Olje na lesu, 100 × 128 cm.
- Metropolitanski muzej umetnosti, New York:
  - Marija in otrok s štirimi angeli, um 1505, Olje na lesu, 63,2 × 39,1 cm.
- Städel, Frankfurt:
  - Sveti Hieronim v divjini, okoli leta 1509, mešana masa na hrastu, 31,5 × 21,8 cm.
  - Marijino oznanjenje, um 1509, Eichenholz, 40,9 × 32,1 cm.
- Musées royaux d’art et d’histoire, Bruselj:
  - Madona in otrok s skledo mlečne juhe, um 1520, Öl auf Eichenholz, 35 × 29 cm.
- Szépművészeti Múzeum, Budapest:
  - Kristusovo rojstvo, um 1490, Holz, 76,5 × 56 cm.
- Kraljevi muzej likovnih umetnosti, Antwerpen:
  - Svete žene in sv. Janez na Golgoti, 1480–85, Olje na lesu, 45 × 42,5 cm.
- Stara pinakoteka, München:
  - Poklon Treh kraljev (Gerard David), um 1495/1505
- Groeningov muzej, Brügge:
  - Kambizova sodba (leva plošča), 1498, Olje na lesu, 202 × 172,8 cm;[8] (desna plošča), 1498, 202 × 172,8 cm.
  - Triptih s krstom v Jordanu (1502-1508)
- Muzej lepih umetnosti v Rouenu:
  - Devica in otrok s svetnicami, um 1509, Olje na lesu, 120 × 213 cm

## Galerija
- Jezusovo rojstvo, c. 1490, Szépmûvészeti Múzeum
- Objokovanje, c 1495–1500. Narodna galerija, London
- Kambizova sodba, 1498. Groeningov muzej, Brugge. Srednja tabla
- Triptih Jezusov krst, 1505. Groeningov muzej, Brugge. Srednja tabla
- Triptih Jezusov krst, 1505. Groeningov muzej, Brugge. Stranski tabli
- Mistična poroka sv. Katarine 1505–1510, Narodna galerija, London
- Oltar sv. Mihaela c. 1510. Umetnostnozgodovinski muzej, Dunaj
- Marija in otrok s štirimi angeli, c. 1510–1515. Metropolitanski muzej umetnosti, New York
- Salvator Mundi, c. 1500, Filadelfijski muzej umetnosti
- Marija in otrok s skledo mlečne juhe, c. 1510–1515.
- Jezusovo spremenjenje. Cerkev Matere božje, Brugge
- Poklon Treh kraljev, 1515–1523, Narodna galerija, London
- Počitek na begu v Egipt, Gerard David, 16. st., Royal Museum of Fine Arts, Antwerpen